# Splitska banka
Splitska banka d.d. je bila banka u 100-postotnom vlasništvu OTP banke Hrvatska. 
Imala je 95 poslovnica diljem Hrvatske i držala je 7,19% udjela u hrvatskom bankarskom sektoru (2009.).
S danom 30. studenog 2018. godine prestala je s radom, te je pripojena OTP banci Hrvatska.

## Povijest
Splitska banka osnovana je 1965. godine pod imenom Komunalna banka sa sjedištem u gradu Splitu. Poslije je preimenovana u Investiciono-komercijalnu banku, a od 1981. godine postaje dioničko društvo pod novim imenom - Splitska banka d.d.
Godine 1996. Splitska banka je ušla u proces rehabilitacije, po preporuci Hrvatske narodne banke, te je njen dionički kapital ukinut, a banka je dokapitalizirana od strane Državne agencije za osiguranje štednih uloga i sanaciju banaka (DAB). Privatizirana je i kupljena od strane UniCredita u travnju 2000. godine. Godine 2002. Bank Austria Creditanstalt AG je na temelju ugovora o kupnji Splitske banke pokrenula je proces spajanja svoje podružnice u Hrvatskoj, HVB Croatia, orijentirane na poduzetnike i veće privatne klijente i Splitske banke, s težištem na "retail" poslovanju. Nova banka, pod imenom HVB Splitska banka, usluživala je zajedničke klijente jedinstvenim povećanim katalogom proizvoda.
HVB Splitska banka je 2004. godine vrlo značajno proširila svoju mrežu poslovnica (ukupno 31 podružnica) potpisivanjem ugovora s Financijskom agencijom. Mreža HVB Splitske banke obilježena je snažnom penetracijom na području Dalmacije.
Dana 20. travnja 2006. potpisan je ugovor o prodaji HVB Splitske banke francuskoj Société Générale Group čime je banka promijenila naziv u Société Générale - Splitska banka d.d.
Dana 2. svibnja 2017. OTP banka Hrvatska objavila je da je izvršenjem transakcije stekla 100-postotni udjel u Splitskoj banci čime je Splitska banka postala članicom OTP Grupe. Navedenom transakcijom OTP banka Hrvatska ostvaruje i neizravnu kontrolu nad tvrtkama SG Leasing, SB Nekretnine, SB Zgrada i Société Générale Osiguranje. 
Godinu dana Splitska banka je bila članica OTP grupe i radila je kao zasebna banka, a s danom 30. studenog 2018. je prestala s radom, te se pripojila OTP banci Hrvatska koja kao takva počinje djelovati od 4. prosinca 2018. godine.

## Vanjske poveznice
- Službene stranice  Arhivirana inačica izvorne stranice od 2. prosinca 2011. (Wayback Machine) (hrv.)
- Splitska banka Hrvatska enciklopedija